# Iris clarkei
Iris clarkei är en irisväxtart som beskrevs av John Gilbert Baker och Joseph Dalton Hooker. Iris clarkei ingår i släktet irisar, och familjen irisväxter. Inga underarter finns listade i Catalogue of Life.